# Mount Ormay
Mount Ormay är ett berg i Antarktis. Det ligger i Östantarktis. Australien gör anspråk på området. Toppen på Mount Ormay är 1 526 meter över havet.
Terrängen runt Mount Ormay är huvudsakligen platt, men österut är den kuperad. Trakten är obefolkad. Det finns inga samhällen i närheten.